# 讷亚克
讷亚克（法語：Neuillac，法語發音：[nœjak]）是法国滨海夏朗德省的一个市镇，位于该省东南部，属于容扎克区。

## 地理
讷亚克（45°31'3"N, 0°23'56"W）面积10.57 平方千米，位于法国新阿基坦大区滨海夏朗德省，该省份为法国西部滨海省份，北起旺代省，西临大西洋，南至吉倫特省，东南接多爾多涅省，东北接德塞夫勒省接壤，东临夏朗德省。
与讷亚克接壤的市镇（或旧市镇、城区）包括：沙德纳克、雅纳克香槟、讷勒、圣日耳曼-德吕西尼昂、圣勒里娜、特雷夫勒河畔雷欧。

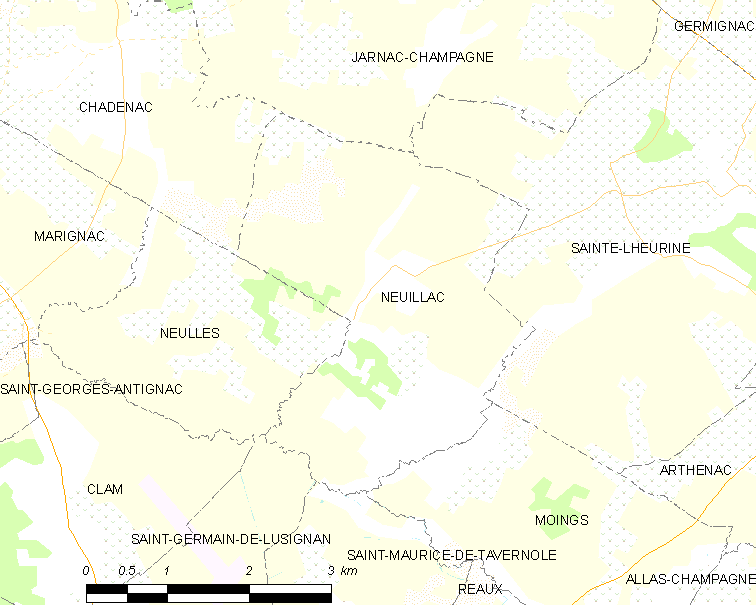
讷亚克的OSM定位图

讷亚克的时区为UTC+01:00、UTC+02:00（夏令时）。

## 行政
讷亚克的邮政编码为17520，INSEE市镇编码为17258。

## 政治
讷亚克所属的省级选区为容扎克县。

## 人口

1962-2008年间讷亚克人口变化图示

讷亚克于2022年1月1日时的人口数量为316人。